# Nonae Capratinae
Die Nonae Capratinae (bei Varro: Caprotinae) waren ein Fest der römischen Religion, das an den Nonen des Quinctilis (7. Juli) abgehalten wurde.
Bei dem Fest spielten vor allem die Frauen eine Rolle, die ein Opfer abhielten; Sklavinnen genossen – ähnlich wie bei den Saturnalien – ungewohnte Freiheiten. Späte ätiologische Erzählungen bei Plutarch und Macrobius erklären dies damit, dass nach dem Galliersturm 387 v. Chr. die Römer von ihren latinischen Nachbarn bedrängt worden seien, die die Auslieferung aller römischen Mädchen und Frauen gefordert hätten. Auf Rat einer Sklavin namens Philotis, der zum Andenken an ihre tapfere Tat vermutlich erst später der Name Tutula verliehen wurde, schickten die Römer sie und weitere Sklavinnen, als römische Frauen und Mädchen verkleidet, in das Lager der Feinde. Von dort signalisierte Philotis von einem Feigenbaum (caprificus) aus den Römern, die aus der Stadt eilten und die Latiner überwältigten.
In Teilen der Überlieferung werden die Nonae Capratinae mit dem Fest Poplifugia vom 5. Juli zusammengebracht; ob die beiden Feste identisch waren, ist in der Forschung umstritten. Auch das Verschwinden des Romulus am palus Caprae („Ziegensumpf“) wird in der Überlieferung als Quelle des Namens genannt.
Offenbar erst sekundär (bei Varro und Macrobius) wurde das Fest mit Iuno Caprotina verbunden.